# Вікторія (округ, Техас)
Шаблон:StateAbbr_ 28°48′ пн. ш. 96°58′ зх. д. / 28.8° пн. ш. 96.97° зх. д.
Округ  Вікторія (англ. Victoria County) — округ (графство) у штаті  Техас, США. Ідентифікатор округу 48469.

## Історія
Округ утворений 1836 року.

## Демографія
За даними перепису 2000 року загальне населення округу становило 84088 осіб, зокрема міського населення було 61529, а сільського — 22559. Серед мешканців округу чоловіків було 40943, а жінок — 43145. В окрузі було 30071 домогосподарство, 22201 родин, які мешкали в 32945 будинках. Середній розмір родини становив 3,23.
Віковий розподіл населення поданий у таблиці:
| Стать    | До 15 років | 15-21 | 22-29 | 30-39 | 40-49 | 50-65 | 65-85 | Понад 85 |
| -------- | ----------- | ----- | ----- | ----- | ----- | ----- | ----- | -------- |
| Чоловіки | 10285       | 4497  | 4144  | 5718  | 6269  | 5836  | 3843  | 351      |
| Жінки    | 9879        | 4546  | 4243  | 6009  | 6279  | 6324  | 5060  | 805      |

## Суміжні округи
- Лавака — північ
- Джексон — північний схід
- Калгун — південний схід
- Рефухіо — південь
- Голіад — південний захід
- Девітт — північний захід

## Виноски
1. ↑  U.S. Decennial Census. United States Census Bureau. Архів оригіналу за 12 травня 2015. Процитовано 12 травня 2015.
2. ↑  Texas Almanac: Population History of Counties from 1850–2010 (PDF). Texas Almanac. Архів (PDF) оригіналу за 26 лютого 2015. Процитовано 12 травня 2015.
3. ↑  State & County QuickFacts. United States Census Bureau. Архів оригіналу за 22 липня 2011. Процитовано 29 грудня 2013.(англ.) Наведено за англійською вікіпедією.
4. ↑  American FactFinder. Бюро перепису населення США. Архів оригіналу за 26 лютого 2012. Процитовано 31 січня 2008.

| США | Це незавершена стаття з географії США. Ви можете допомогти проєкту, виправивши або дописавши її. |